# IV Giochi panafricani
I quarti Giochi panafricani si sono svolti dal 1° al 12 agosto 1987 a Nairobi, in Kenya.
A questa edizione dei Giochi hanno preso parte 42 rappresentative nazionali africane.

## Discipline
- Atletica leggera (dettagli)
- Pallacanestro (dettagli)
- Pugilato (dettagli)
- Hockey su prato (dettagli)
- Calcio (dettagli)
- Pallamano (dettagli)
- Tennistavolo (dettagli)
- Taekwondo (dettagli)
- Pallavolo (dettagli)

## Medagliere
Paese ospitante
| Posiz. | Nazione        | Oro | Argento | Bronzo | Totale |
| ------ | -------------- | --- | ------- | ------ | ------ |
| 1      | Egitto         | 31  | 22      | 20     | 73     |
| 2      | Tunisia        | 28  | 26      | 22     | 76     |
| 3      | Nigeria        | 23  | 16      | 21     | 60     |
| 4      | Kenya          | 22  | 25      | 16     | 63     |
| 5      | Algeria        | 13  | 23      | 23     | 59     |
| 6      | Senegal        | 7   | 2       | 12     | 21     |
| 7      | Etiopia        | 3   | 5       | 4      | 12     |
| 8      | Ghana          | 3   | 3       | 1      | 7      |
| 9      | Uganda         | 3   | 2       | 4      | 9      |
| 10     | Zimbabwe       | 2   | 5       | 6      | 13     |
| 11     | Madagascar     | 2   | 4       | 2      | 8      |
| 12     | Camerun        | 1   | 1       | 7      | 9      |
| 13     | Costa d'Avorio | 1   | 1       | 2      | 4      |
| 14     | Mauritius      | 1   | 1       | 0      | 2      |
| 14     | Zaire          | 1   | 1       | 0      | 2      |
| 16     | Tanzania       | 0   | 2       | 5      | 7      |
| 17     | Rep. del Congo | 0   | 2       | 0      | 2      |
| 18     | Ruanda         | 0   | 1       | 0      | 1      |
| 19     | Zambia         | 0   | 0       | 3      | 3      |
| 20     | Seychelles     | 0   | 0       | 2      | 2      |
| 21     | Malawi         | 0   | 0       | 1      | 1      |
| 21     | Ciad           | 0   | 0       | 1      | 1      |
| 21     | Angola         | 0   | 0       | 1      | 1      |
| 21     | Mozambico      | 0   | 0       | 1      | 1      |
| 21     | Burundi        | 0   | 0       | 1      | 1      |
|        | Totale         | 164 | 159     | 176    | 499    |